# Polygrammodes fenestrata
Polygrammodes fenestrata là một loài bướm đêm trong họ Crambidae.